# Meršol
Meršol je priimek več znanih Slovencev:
- Mitja Meršol (*1945), novinar, urednik in politik